# Singapore Exchange

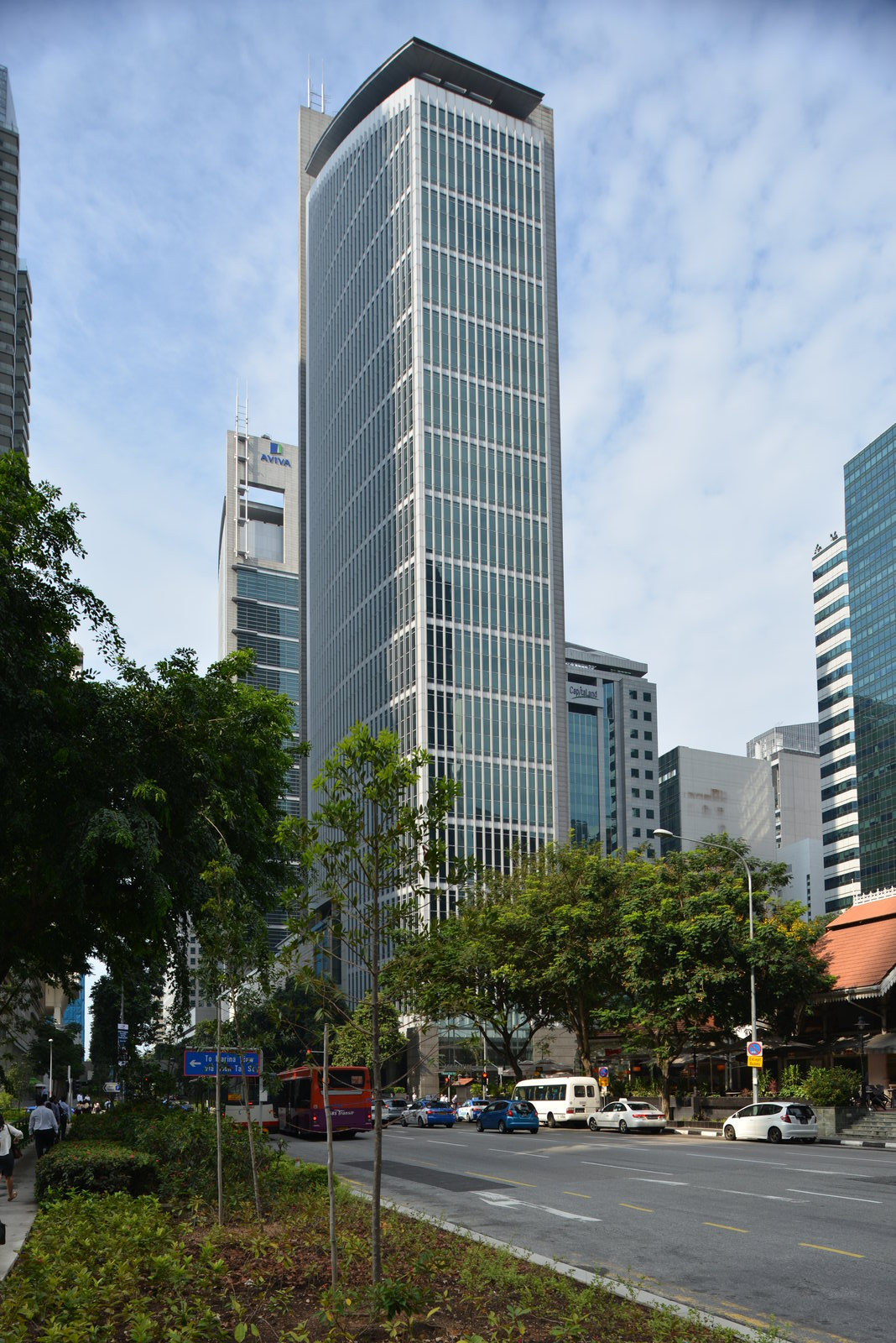
Sitz der SGX in Singapur

Die Singapore Exchange Ltd. (SGX, chinesisch 新加坡交易所, kurz 新交所) ist eine Termin- und Wertpapierbörse in Singapur. Sie ist Mitglied der World Federation of Exchanges und der Asian and Oceanian Stock Exchanges Federation. Die Singapore Exchange ist mit einer Marktkapitalisierung von rund 585,97 Milliarden US-Dollar nach der Indonesia Stock Exchange die zweitgrößte Börse des Verbandes Südostasiatischer Nationen (ASEAN). (Stand: September 2023)

## Geschichte
Die Singapore Exchange entstand am 1. Dezember 1999 aus der Verschmelzung der Stock Exchange of Singapore (SES) und der Singapore International Monetary Exchange (SIMEX). 
Im Jahr 2000 war die Singapore Exchange die erste und einzige selbst öffentlich gehandelte Börse im asiatisch-pazifischen Raum. Das Angebot wurde 2005 durch eine Partnerschaft mit der Chicago Board of Trade (CBOT) ergänzt und 2007 kaufte das Unternehmen fünf Prozent der Bombay Stock Exchange.
Am 31. Dezember 2007 waren 762 Unternehmen an der Singapore Exchange gelistet. Diese hatten eine Marktkapitalisierung von 539 Milliarden US-Dollar. Im Januar 2009 waren 768 Unternehmen, darunter 313 ausländische, gelistet. Die Marktkapitalisierung lag bei 385 Milliarden US-Dollar. Im Juni 2022 betrug die Marktkapitalisierung 865 Milliarden US-Dollar.

## Organisation
Unter dem Dach der SGX Group betreibt die Gruppe die:
- Singapore Exchange (Wertpapierbörse)
- Singapore Commodity Exchange (Warenbörse, seit der Übernahme 2008[8])

## Indizes
Der Leitindex der Börse ist der Straits Times Index.

## Mitgliedschaften
- Sie ist Mitglied in der World Federation of Exchanges.[9]
- Asian and Oceanian Stock Exchanges Federation
- Sustainable Stock Exchanges Initiative

## Belege
1. 1 2  Our Leadership – Board of Directors. About SGX Group. In: sgxgroup.com. Singapore Exchange Group, September 2022, abgerufen am 7. September 2022 (chinesisch, englisch, Vorstand der SGX Group).
2. ↑  Mr Kwa Chong Seng. Chairman – Non-Executive and Non-Independent Director. In: sgxgroup.com. Singapore Exchange Group, September 2022, abgerufen am 7. September 2022 (chinesisch, englisch, Kwa, Chong Seng – 柯宗盛 / 柯宗盛,  Kē Zōngshèng).
3. ↑  Mr Loh Boon Chye. Chief Executive Officer – Executive and Non-Independent Director. In: sgxgroup.com. Singapore Exchange Group, September 2022, abgerufen am 7. September 2022 (chinesisch, englisch, Loh, Boon Chye – 羅文才 / 罗文才,  Luó Wéncái).
4. ↑  Financial Performance Summary – Performance Overview. (pdf; 5,0 MB) Singapore Exchange Annual Report – July 2020 – June 2021. In: investorrelations.sgx.com. Singapore Exchange Group, 13. September 2021, S. 8, abgerufen am 7. September 2022 (englisch, Jahresbericht der SGX Group 2021).
5. ↑  Singapore Exchange – Number of Listed Companies and Total Market Cap. (Memento vom 2. Oktober 2018 im Internet Archive) In: wikinvest.com, Wikinvest, abgerufen am 7. September 2022 (englisch).
6. ↑  Table 2: Key Metrics for Cash Equities Market. (pdf; 440 kB) Financial Results For the Financial Year Ended 30 June 2022. In: investorrelations.sgx.com. Singapore Exchange Group, 17. August 2022, S. 4, abgerufen am 7. September 2022 (englisch, Daten zum Ende des Fiskaljahres Ende Juni 2022): „Period-end total market capitalisation ($ billion) – FY2022: 865“
7. ↑  SGX Overview – SGX Singapore Exchange. In: tradinghours.com. TradingHours, 2022, abgerufen am 7. September 2022 (englisch, marktaktuelle Daten zum SGX).
8. ↑  SGX to acquire majority stake in Sicom - Hedgeweek. 27. Februar 2008, abgerufen am 12. Mai 2025 (britisches Englisch).
9. ↑  Membership & Events | The World Federation of Exchanges. Abgerufen am 18. März 2025.